# 韋氏黏盲鰻
韋氏黏盲鰻，為盲鳗科黏盲鰻屬的其中一種，目前已知分布於加勒比海波多黎各、哥倫比亞海域，為深海魚類，棲息深度可達306公尺，體延長呈圓柱狀，體後方側扁，眼退化為皮膚所覆蓋，無上下頜，口腔外緣具3對鬚，腹主動脈在第一個鰓袋或兩個鰓袋處分叉成左右分支，五個鰓孔排列成一條直線，黏液孔分布：前鰓區24個、鰓區2個、肛後38-40個、尾部9個，尾鰭和腹鰭很發達，頭部、身體、尾巴和鰭褶在活體時呈粉紅色，鰓孔緣蒼白，體長可達21.6公分，主要棲息在大陸坡泥底部，屬肉食性，主要以腐屍為食，沒有交配器官，性腺位於腹膜腔內，卵巢位於性腺的前部，睾丸位於性腺的後部，若性腺的顱部發育，則成為雌性；若性腺的尾部發生分化，則成為雄性，生活習性不明。